# Белоопашат трогон
Белоопашатият трогон (Trogon viridis) е вид птица от семейство Трогонови (Trogonidae).

## Разпространение и местообитание
Разпространен е в Боливия, Бразилия, Венецуела, Гвиана, Еквадор, Колумбия, Перу, Тринидад и Тобаго и Френска Гвиана.